# جنگل ملی تونگاس
جنگل ملی تونگاس (به انگلیسی: Tongass National Forest) یک جنگل ملی در آمریکا است.
مساحت این جنگل ۶۹۰۰۰ کیلومتر مربع (تقریباً اندازه استان هرمزگان) است و در ایالت آلاسکا گسترده است.